# Katrina Wreede
Katrina Wreede (* 1960 in Michigan) ist eine US-amerikanische Komponistin, Bratschistin und Musikpädagogin.
Als Bratschistin spielt Wreede klassische Musik ebenso wie Tango Nuevo, indische und Zigeunermusik und Jazz. Sie trat als Solistin mit Orchestern auf und war bis 1992 Mitglied des Turtle Island String Quartet. Sie war Gründungsmitglied des John Adams Young Composer Program an der Crowden School und unterrichtete von 1998 bis 2004 und 2007 bis 2009 Komposition für das American Composers Forum. Außerdem war sie von 1998 bis 2000 im Auftrag des American Composers Forum „Composer in the Schools“ an der Berkeley High School. Sie leitete mit Daryl Silberman das Alternative Strings Program der Crowden School und war Gründerin und Leiterin des Sierra Jazz Society's Junior Jazz Camp und des Junior Composer Program des Berkeley Symphony Orchestra. Weiterhin gab sie Kurse und Workshops am Boston Conservatory, der Cal Tech's Prep High School, der University of Colorado at Boulder und am Berklee College of Music und veröffentlichte die Studienbücher Violaerobics-a Technical Workout und 24 Diverse Duets.
Wreede komponierte zahlreiche Werke für die Bratsche, für kammermusikalische Besetzung und für Orchester, darunter Film- und Tanzmusiken. Sie wurden u. a. vom Chamber Orchestra of Boston, dem San Jose Chamber Orchestra, dem Pegasus Quartet und dem San Jose Quartet, den Colorado Chamber Players, der Bratschistin Karen Elaine, dem Mill Valley Philharmonic Orchestra, der Axis Dance Company, der David Parsons Dance Company, dem Argentina's Orchestra Rosario und der Northern California Viola Society aufgeführt.

## Werke
- Mr. Twitty's Chair für Streichquartett, 1989
- Synapse Lapse für Bigband und Streicher, 1990
- C-String Blues für Bratschenensemble, 1990
- Bop Caprice I für Bratsche solo, 1991
- Bop Caprice II für Bratsche solo, 1992
- Lil' Phrygian Rondo for Karen für zwei Bratschen, 1992
- Duo for Sunday für zwei Bratschen, 1992
- Shulman variations für Bratsche und Klavier, 1993
- The Felix Suite für Streichquartett oder -orchester und Perkussion, 1993
- Two Waltzes für Bratsche, Violine oder Cello und Klavier, 1994
- Conversation for Viola and Marimba, 1994
- In Praise of August Sundogs für Bratschenquartett, 1994
- Soundtrack zum Point Isabel Video Project, 1994
- Uli's Story für drei Tänzer und Bratsche, 1994
- Where My Home Used To Be für Bratsche und Storyteller, 1994
- Episode for Carillon, 1995
- Concerto for Improvising Viola, 1995
- Soundtrack zum Video Rust, 1995
- Eagle's Dance für Bratsche, Klarinette, Bass, Sprecher und Tänzer, 1995
- Cephalopodology für Streicher und Perkussion, 1996
- Romp für Bratsche solo, 1996
- Flute Trio #1 für Flöte, Bratsche und Cello, 1996
- Adaptation von Michael Nymans Miserere für zwei Stimmen, Bratsche und Cello, 1996
- Musik zum Film How a Mosquito Operates von Winsor McCay für Violine, Klarinette, Vibraphon und Klavier, 1997
- Musik zum Film The Cameraman's Revenge von Ladislav Starevich für Violine, Mandoline, Cello, Bass, Klarinette, Altsaxophon, Klavier und Perkussion, 1997
- Greeting for Carillon, 1997
- The Acoustics Lecture für Sopran, Trompete und Klavier (Text: Anne Prescott), 1997
- The Palace of Fame für Sopran, Trompete und Klavier (Text: Anne Prescott), 1997
- Magic Mode Milonga für Violine oder Bratsche, Bandoneon, Klavier und Bass, 1997
- Invocation #3 für Cello oder Viola solo, 1998
- Kitty Round for Children's Chorus, English Horn, Viola and Vibes, 1998
- Pleasant Melody für Bratsche und Klavier oder Streichquartett, 1998
- What Goes On In The Ether für Streichorchester, 1998
- Yet Another Tango für Streichorchester, 1998
- Tuba Beguine für Tuba und Streichorchester, 1998
- Pleasant #2 für Streichquartett, 1999
- Breakfast Boogie für Streichquartett, 1999
- Sailor's Fantasy für Flöte, Klarinette und Streichtrio, 1999
- Open Secrets für Bratsche und Tänzer, mit der Choreographin Thais Mazur, 1999
- SyMmMetry für Streichtrio, Klarinette und Marimba, 2000
- Lullaby für Viola, Trommel und Frauenstimmen, 2000
- Escapade für Orchester und Bonbonpapier, 2000
- Living Wind Chime #1 für acht große Messingrohre, 2000
- Event #3 for Solo Viola and Living Wind Chimes, 2000
- Suite for Living Wind Chimes, 2000
- Convocation für Orchester, 2001
- Three Berkeley Vignettes für Orchester, 2001
- Go Tell Aunt Rhodie, Calypson für Streichorchester, 2001
- Music for Living Wind Chimes, Dance and Poetry for Video Broadcast, 2001
- Event for Dance, Viola, Shaker and Meditation Bell, mit Nora Chipaumire, 2001
- Musik zum Schauspiel Dreams of a Rarebit Fiend für Klarinette, Violine, Bass, Vibraphon und Klavier, 2001
- Gift of the Magi für Sopran, Tenor Cello und Klavier (Text von Anne Worthington Prescott nach einer Erzählung von O. Henry), 2003
- Suite for Air Mail Dances für Bratsche und Tänzer, 2003
- Pegasus Quartet für Streichquartett, 2004
- Ambivalent Gecko für Streichtrio oder zwei Streicher und Klavier, 2004
- 56 of Creep für Bratsche und Elektronik, 2004
- The Children's Garden für Sopran, Bratsche und Klavier, nach Gedichten von Robert Louis Stevenson, 2005
- Groovla für Bratsche und Elektronik, 2005
- Kingsburg Festival Overture für Concert Band, 2005
- Pretty, Soundcollage für Mädchenstimmen, 2007
- Scenes for Harp and Viola, 2008
- Flute Trio #2 für zwei Flöten und Cello, 2008
- Sierra Waltz für Melodieinstrument und Rhythmusgruppe, 2008

## Weblink
- Katrina Wreedes Homepage